# Acantharachne lesserti
Acantharachne lesserti är en spindelart som beskrevs av Louis Giltay 1930. Acantharachne lesserti ingår i släktet Acantharachne och familjen hjulspindlar.
Artens utbredningsområde är Kongo. Inga underarter finns listade i Catalogue of Life.